# Tropic of Capricorn
Tropic of Capricorn（トロピック・オブ・カプリコーン）es el segundo álbum de estudio de la cantante japonesa Momoko Kikuchi. Fue publicado el 10 de septiembre de 1985 a través del sello discográfico VAP.

## Promoción
«Sotsugyō (Graduation)» fue publicado el 27 de febrero de 1985 como el único sencillo del álbum y alcanzó la posición número 1 en las listas semanales de Oricon. «Sotsugyō (Graduation)» se convirtió en el mayor éxito de Kikuchi, vendiendo aproximadamente 394,000 copias.
El 6 de marzo de 1985, se emitió un drama del mismo nombre en el programa de películas Wednesday Road Show de Nippon Television, con Kikuchi como protagonista.

## Rendimiento comercial
Tropic of Capricorn debutó en la posición número 2 en las listas semanales de álbumes de Oricon durante la semana del 23 de septiembre de 1985. La versión de LP estuvo en la lista durante 12 semanas, mientras que la versión en casete también alcanzó el número 2 y estuvo en la lista durante 12 semanas, vendiendo un total de 321,000 copias. El álbum permaneció en el puesto número 23 en las listas anuales de álbumes de Oricon en 1985.

## Lista de canciones
Todas las canciones fueron compuestas y arregladas por Tetsuji Hayashi.
| Lado uno |                                                |                 |          |  |
| N.º      | Título                                         | Letras          | Duración |  |
| 1.       | «Graduation» (卒業)                            | Yasushi Akimoto | 3:58     |  |
| 2.       | «Calendar ni Initial» (カレンダーにイニシャル) | Akimoto         | 3:46     |  |
| 3.       | «Koi no Projection» (恋のProjection)           | Kumiko Aoki     | 4:00     |  |
| 4.       | «Manatsu no Sequence» (真夏のSequence)         | Aoki            | 4:43     |  |
| 5.       | «Dear Children»                                | Aoki            | 5:21     |  |

| Lado dos |                                     |                |          |  |
| N.º      | Título                              | Letras         | Duración |  |
| 1.       | «Boy Friend»                        | Akimoto        | 4:36     |  |
| 2.       | «Southern Cross Dreaming»           | Kōichi Fujita  | 5:06     |  |
| 3.       | «Alfa Flight»                       | Masako Arikawa | 4:19     |  |
| 4.       | «Ai no Surf Break» (愛のSurf Break) | Fujita         | 5:15     |  |
| 5.       | «Minami Kaikisen» (南回帰線)        | Arikawa        | 5:32     |  |

## Créditos y personal
Créditos adaptados desde las notas de álbum de Tropic of Capricorn.
Músicos
- Momoko Kikuchi – voz principal y coros
- Jun Aoyama – batería
- Masahiro Miyazaki – batería
- Yasuo Tomikura – guitarra bajo
- Kenji Takamizu – guitarra bajo
- Chiharu Mikuzuki – guitarra bajo
- Masaki Matsubara – guitarra eléctrica
- Tsuyoshi Kon – guitarra eléctrica
- Chuei Yoshikawa – guitarra acústica
- Haruo Togashi – teclados
- Soichi Noriki – teclados
- Hidetoshi Yamada – teclados
- Hiroyuki Nanba – teclados
- Motoya Hamaguchi – percusión
- Yasuhiro Kido – coros
- Kiyoshi Hiyama – coros
- Etsuko Yamakawa – coros
- Yurie Kokubu  – coros
- Tetsuji Hayashi – coros
- Joe Kato Group – instrumentos de cuerda
- Junichi Kanezaki – trompeta
- Eiji Arai – trombón
- Takaaki Hayakawa – trombón
- Jake H. Concepcion – saxofón, solo (10)
- Shigeo Fuchino – saxofón
- Mamoru Mori – saxofón
- Hiroshi Sukegawa – programación de sintetizadores
- Atsushi Umehara – programación de sintetizadores

Personal técnico
- Hiroshi Fujita – productor, ingeniero de audio
- Tetsuji Hayashi – productor de sonido, arreglos
- Katsuhiko Endo – productor ejecutivo
- Yoshiaki Ishiwata – director
- Koichi Inaba – director
- Kunihiko Shimizu – mezclas
- Kunihiko Shimizu – ingeniero de audio
- Katsuo Sekine – ingeniero de audio
- Koichi Hirase – ingeniero de audio
- Kazuo Ishino – ingeniero de audio
- Yoshiaki Matsuoka – ingeniero asistente
- Mizuo Miura – ingeniero asistente
- Satoshi Yoshii – ingeniero asistente
- Junichi Fujimori – ingeniero asistente
- Osamu Shimojyu – ingeniero de corte
- Minoru Ichihara – gestión de artistas
- Hiromi Negishi – gestión de artistas
- Kazumi Iwasaki – gestión de artistas
- Koji Miyazaki – gestión de artistas
- Makoto Ibe – coordinador de músicos

Diseño
- Tadayasu Ozawa – fotografía
- Satoshi Ohno – estilista
- Tsukasa Shinbori – peluquera, maquilladora
- Isao Sakai – diseño de portada
- Yumiko Ohta – diseño de portada

## Posicionamiento

### Gráfica semanal
| Gráfica (1984)              | Pico de posición |
| --------------------------- | ---------------- |
| Japón (Oricon Albums Chart) | 2                |

### Gráfica de fin de año
| Gráfica (1985)              | Pico de posición |
| --------------------------- | ---------------- |
| Japón (Oricon Albums Chart) | 23               |